# 安東尼奧·費利克斯·達·科斯塔
安東尼奧·馬利亞·德·梅洛·布勒尼爾·費利克斯·達·科斯塔（葡萄牙語：António Maria de Mello Breyner Félix da Costa，1991年8月31日—）是一位葡萄牙賽車手，現時參加電動方程式的比賽，並為應屆車手冠軍。
他最廣為人知的是贏得了2012年與2016年澳門格蘭披治大賽車三級方程式邀請賽，以及2009年的雷諾方程式2.0北歐盃。他是主要參賽於跑車賽事的車手杜阿爾特·費利克斯·達·科斯塔的弟弟。
費利克斯·達·科斯塔在各個不同的初級方程式賽事逐漸進步後，他在2012年賽季開始有所突破。在賽季開始時，他為卡林參賽GP3系列賽，之後他取代了未能在該季雷諾方程式3.5系列賽前三場賽事獲得積分的車手劉易斯·威廉森，加入了紅牛少年車隊。費利克斯·達·科斯塔接下了威廉森在雅頓卡特漢姆車隊中的位置，他最終在賽季的最後五場賽事中拿下了四場勝利，並且在車手積分榜上登上第四名，僅落後最終的冠軍羅賓·夫林斯23分。費利克斯·達·科斯塔在整個2013年賽季為雅頓卡特漢姆車隊出戰。
費利克斯·達·科斯塔和夫林斯皆接受了紅牛一級方程式車隊在阿布扎比的青年車手測試，這也是費利克斯·達·科斯塔在2010年為印度力量參加後的第二次出席這場測試，而他在第二天的測試有著不錯的速度。他在這個賽季結束前，在澳門格蘭披治大賽車一路領先至終點並獲得了勝利，成為該項賽事58年歷史以來，首位獲得冠軍的葡萄牙車手。目前達·科斯塔在为電動方程式车队DS钛麒效力，并获得了2019－20年电动方程式锦标赛車手冠軍。

## 職業生涯

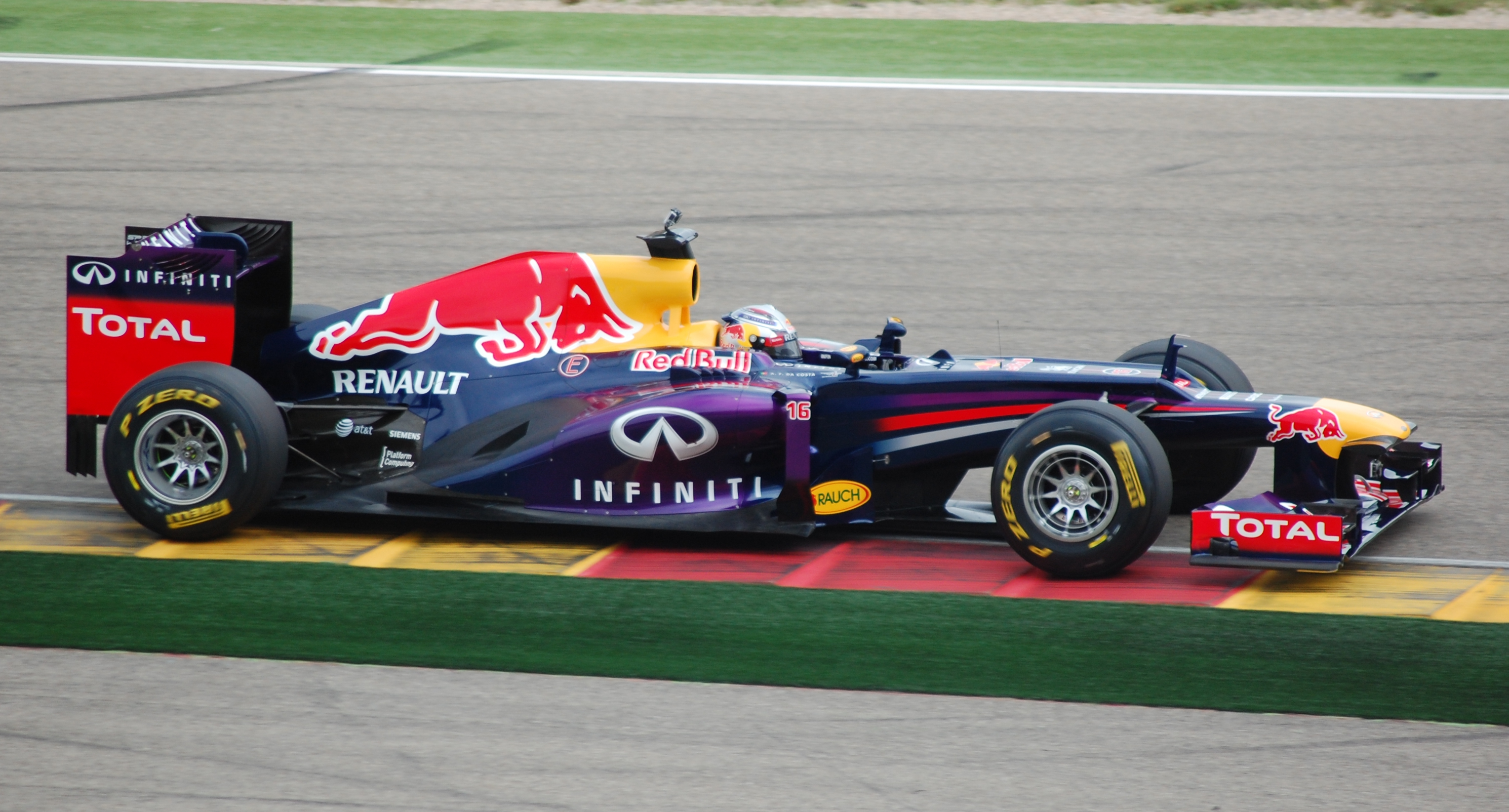
安東尼奧·費利克斯·達·科斯塔駕駛著紅牛RB8

### 卡丁車
費利克斯·達·科斯塔生於里斯本，他在九歲時展開了他的卡丁車生涯。他在見習級別時，於2002年分別贏得了葡萄牙錦標賽和葡萄牙卡丁車公開賽，之後在2003年贏得了南葡萄牙錦標賽。費利克斯·達·科斯塔在2004年晉升至KF3，不過他到了2006年才獲得他的首個冠軍——葡萄牙錦標賽冠軍。他在2006年於歐洲卡丁車賽事也有著不錯的成績，且在世界卡丁車系列錦標賽拿下亞軍，以及在義大利大師公開賽取得季軍。費利克斯·達·科斯塔在2007年正式成為義大利傳奇的東尼卡丁車車隊的車手，並與威爾·史蒂文斯一同參加開改名的KF2級別。他的最佳成績是亞太錦標賽的第四名，與南加爾達冬季盃的亞軍。

### 雷諾方程式2.0

#### 2008年
費利克斯·達·科斯塔在2008年轉往單人座賽事，參賽於雷諾方程式的歐洲盃與北歐盃錦標賽。他的北歐盃首次登場於霍根海姆，並在第三位發車後，於隊友維爾特利·鮑達斯和托比亞斯·黑格瓦爾德身後取得第三名。他與他的隊友不同的是，他主要專注於北歐盃而非歐洲盃，而費利克斯·達·科斯塔也在奧舍爾斯萊本取得他北歐盃的首場勝利，當時他大多數的競爭對手都在匈牙利參賽歐洲盃。他最終以86分落後在賽季16場賽事取得12場勝利的鮑達斯，以86分獲得錦標賽亞軍，而他也受P1車隊之邀，參加雷諾方程式3.5系列賽在保羅·里卡德的測試。費利克斯·達·科斯塔在這個賽季中，也角逐於歐洲盃的6場賽事，他的最佳成績是在埃斯托利爾的第四名，最終有5場獲得積分，在車手積分榜上名列第13名。費利克斯·達·科斯塔也作為A1葡萄牙車隊的菜鳥車手，出賽2008-09 A1 大獎賽在紐西蘭和南非的兩場賽事。

#### 2009年
在鮑達斯、黑格瓦爾德、丹尼爾·里奇亞多、羅伯托·梅里等其他車手轉往二級方程式或是三級方程式賽車之時，費利克斯·達·科斯塔便成了雷諾方程式系列賽歐洲盃和北歐盃的冠軍爭奪者。費利克斯·達·科斯塔延續了鮑達斯在2008年領先的地位，主宰了整個北歐盃，而他也在紐伯林提前獲得北歐盃冠軍。一致性是費利克斯·達·科斯塔在歐洲盃賽事的關鍵，他贏得前6場賽事中的5場。他在紐伯林賽事前一直保持著領先，而他卻在紐柏林因為在超級排位賽的一項技術侵權而遭到上訴。費利克斯·達·科斯塔主宰了在全新的阿拉貢賽道的第一場賽事，他從他的第一個桿位起跑後獲得冠軍，同時也寫下了最快圈速。他在次日的比賽也獲得了桿位與冠軍，然而他卻在與若-埃里克·沃尼的決勝局失去了錦標賽亞軍。

### 三級方程式

#### 2010年

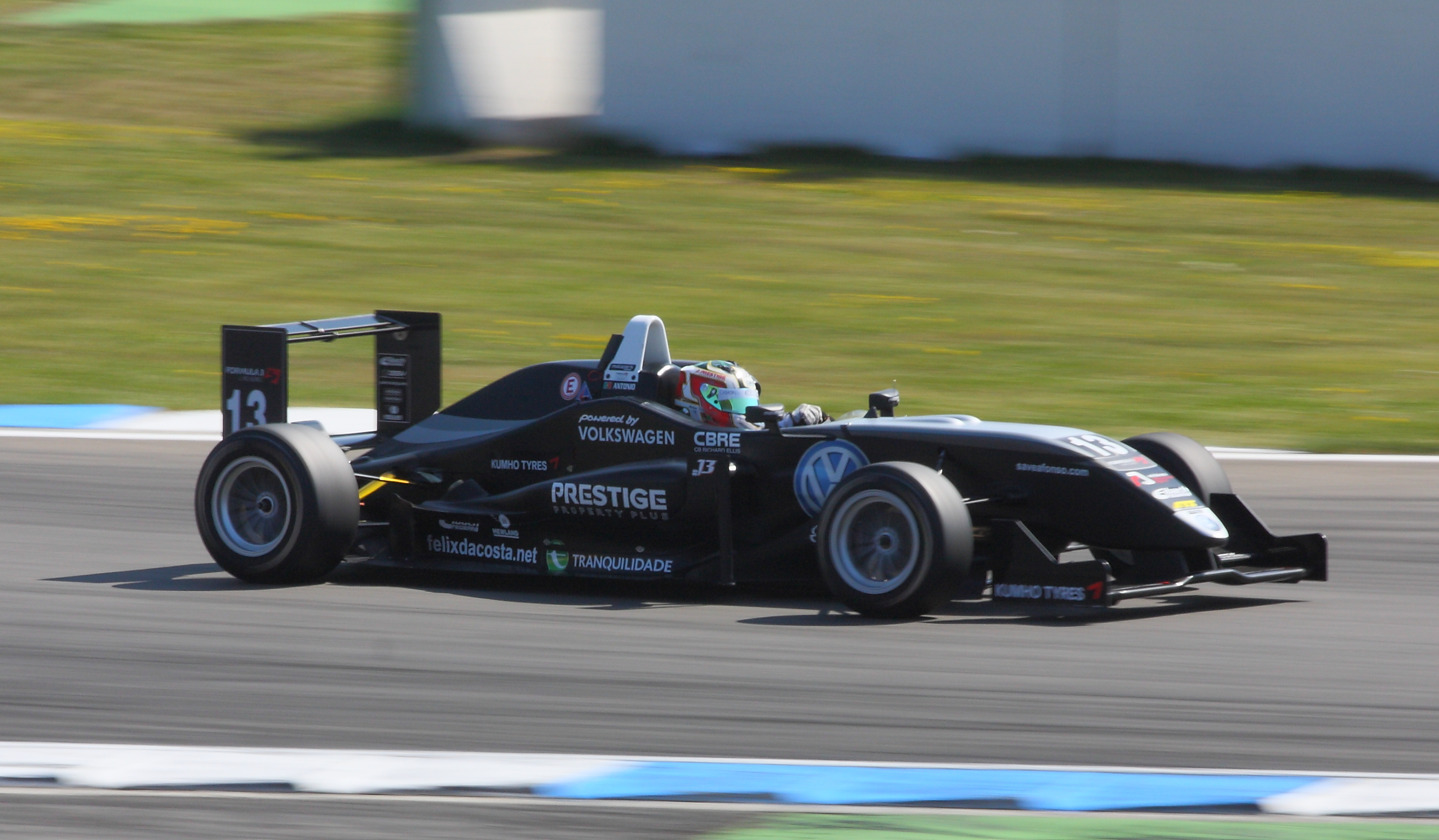
2010年三級方程式歐洲系列賽是費利克斯·達·科斯塔的三級方程式初登場

費利克斯·達·科斯塔加入了Motopark Academy車隊，轉往參加2010年賽季的三級方程式歐洲系列賽。費利克斯·達·科斯塔在他於萊卡斯泰萊的初登場獲得了1分積分，他也在第二場比賽中因為系列賽的反向發車系統，而使他獲得了桿位。他在霍根海姆、瓦倫西亞、諾里斯林和紐伯林星期六的比賽，獲得更進一步的積分。而在紐伯林的第二天的比賽中，費利克斯·達·科斯塔在比賽開始時超越了桿位得主吉姆·普拉後，更成為了第一位在這個系列賽中贏得比賽的葡萄牙車手。費利克斯·達·科斯塔延續了這次的勝利，他在贊德沃特和布蘭茲哈奇的第二天賽事皆取得冠軍；他在兩場星期六的比賽皆以第8名作收，而周日的兩場比賽皆從桿位起跑獲得勝利。
他之後在奧舍爾斯萊本以第三名站上頒獎台，在最終的錦標賽排行榜上名列第7名，這也是菜鳥車手的最佳成績。他同時也在2010年賽季末加入了卡林車隊，參賽澳門格蘭披治大賽車。費利克斯·達·科斯塔在排位賽中取得第13快的成績後，他在15圈的正賽中更是以第6名結束比賽。在這場賽事之前，費利克斯·達·科斯塔也為印度力量參加了一級方程式在阿布扎比的青年車手測試。費利克斯·達·科斯塔在第一天的測試中，寫下了第3快的紀錄，共跑了77圈。

#### 2011年
費利克斯·達·科斯塔 為了重返2011年的澳門格蘭披治大賽車，他加入了海泰克車隊出賽英國三級方程式錦標賽的兩場比賽，並取代了隊中的馬克斯·斯涅吉廖夫的位置。他參加7月於紐伯林與保羅·里卡德的兩場賽事，這也是他先前在歐洲三級方程式系列賽所角逐的賽道。他在紐伯林最終的比賽的最後一圈超越了卡洛斯·爾塔斯，在冠軍費利佩·納斯爾身後以第二名站上了頒獎台，他在保羅·里卡德也站上了兩次頒獎台——第一場獲得第二名，以及第二場獲得第三。他最終在錦標賽積分榜上名列第13名，與隊中的另一位車手裡基·赫里斯托祖有著相同的積分。之後他再度加入海泰克車隊，參加澳門格蘭披治大賽車。因為羅伯托·梅里在預先排位賽受罰，而使他在排位賽從頭排發車，但是在起跑時名次滑落到了後頭，之後因為變速箱故障而退賽。而他在之後的正賽因為輪胎問題而退賽。

#### 2012年
由於達拉拉引進了新的F312，車手必須參賽該年賽曆中所有的三級方程式錦標賽賽事，才能參加2012年澳門格蘭披治大賽車，而不像前幾年只要一場國際汽車聯盟錦標賽賽事即可。因為這個緣故，費利克斯·達·科斯塔必須為卡林車隊參加三級方程式MotorSport Vision盃——一項於英國的第二層級三級方程式系列賽—— 在斯內特頓的季終賽事。費利克斯·達·科斯塔輕鬆地贏下兩場比賽，第一場比賽以幾乎一分鐘的差距贏得，而第二場比賽則約40秒差。 費利克斯·達·科斯塔在澳門格蘭披治大賽車星期四的第一階段排位賽獲得最快成績，不過最終因為艾力克斯·林恩在星期五的第二階段排位賽打破了他的紀錄，使他必須從第二位發車。林恩在資格賽的起跑緩慢，而費利克斯·達·科斯塔也立刻遭到菲利克斯·羅辛基斯超越，不過他之後在第一圈的葡京彎處再度奪回領先。他一直保持著領先到最後，並獲得了正賽的桿位起跑。羅森科維斯特在正賽再度上演資格賽時的演出，但是費利克斯·達·科斯塔又在第一圈於葡京彎要回領先。費利克斯·達·科斯塔保持著領先到最後，成為了自1954年首屆奪冠的愛德華多·德·卡瓦略（Eduardo de Carvalho）後，第一位澳門格蘭披治大賽車葡萄牙冠軍車手。這也是卡林車隊自2001年佐藤琢磨的冠軍後，第一次獲得這項賽事的冠軍。

## 外部連結
- 官方網站
- António Félix da Costa (afelixdacosta)的X（前Twitter）
- 安東尼奧·費利克斯·達·科斯塔於英菲尼迪紅牛車隊的網站

| 體育角色               | 體育角色                      | 體育角色             |
| ---------------------- | ----------------------------- | -------------------- |
| 前任： 維爾特利·鮑達斯 | 雷諾方程式2.0北歐盃 冠軍 2009 | 繼任： 路德維希·蓋迪 |
| 前任： 丹尼爾·揚卡德拉 | 澳門格蘭披治大賽車 冠軍 2012  | 繼任： 艾力克斯·林恩 |